# Aux arts et cætera

Aux arts et cætera est une émission de documentaires culturels diffusée actuellement sur France 5 le vendredi soir.
L'émission hebdomadaire a été diffusée sur Paris Première de 1994 à 1996 avec des documentaires réalisés par François Lévy-Kuentz.